# 黒田ダム
黒田ダム（くろだダム）は、愛知県豊田市黒田町、矢作川水系黒田川に建設されたダム。高さ45.2メートルの重力式コンクリートダムで、中部電力の発電用ダムである。同社の揚水式水力発電所・奥矢作第一発電所および奥矢作第二発電所の上池を形成。中間調整池富永ダムを経由して下池矢作ダム（奥矢作湖）との間で水を往来させ、合計最大109万5,000キロワットの電力を発生する。ダム湖（人造湖）の名は黒田湖（くろだこ）という。

## 歴史
矢作川水系の電源開発を進めていた矢作水力は、矢作川に注ぐ名倉川の支流・黒田川をせき止め、貯えた水を水力発電に利用することを計画。1930年（昭和5年）に黒田貯水池建設事務所が開設され、1932年（昭和7年）1月に着工、1933年（昭和8年）7月に完成した。当時の黒田ダムは高さ35メートルの重力式コンクリートダムであった。黒田発電所は1934年（昭和9年）5月より運用を開始。出力は3,100キロワットであった。
戦後、黒田発電所を含め矢作川水系の水力発電所群は中部電力が受け継ぐことになった。中部電力は畑薙第一発電所・高根第一発電所・馬瀬川第一発電所に続く第4の揚水発電所を矢作川水系に建設することを計画。その上池として利用されることになった黒田ダムには、既設の堤体にコンクリートを打ち足して10.2メートルかさ上げし、貯水容量を2倍に増強されることになった。
中部電力は1976年（昭和51年）に奥矢作水力建設所を開設。同年11月より黒田ダムのかさ上げ工事に着手し、1978年（昭和53年）8月に完了。同年9月より湛水を開始した。発電設備や中間調整池である富永調整池（富永ダム）も完成し、1980年（昭和55年）9月、奥矢作第一発電所1号機および同第二発電所1号機が運用を開始した。1981年（昭和56年）2月には残り4台の水車発電機が運用を開始し、合計1,095,000キロワットを得る矢作川水系最大の水力発電所となった。
なお、黒田ダム再開発に伴い、黒田発電所は黒田ダムを貯水池として利用できなくなったが、出力を3,100キロワットに据え置き現在に至るまで運用を続けられている。

## 周辺
上池の黒田ダム、下池の矢作ダム、中間の富永ダムという3基のダムを使用する奥矢作第一・第二発電所であるが、もともとは富永ダムを介さずに黒田ダムと矢作ダムとの間で水を直接往来させる計画だった。しかし、当初予定していた導水路の経路上に伊勢神断層があることから、安全性を考慮し両ダム間に中間調整池である富永ダムを建設することになったのである。その結果、奥矢作第一・第二発電所は世界的にも珍しい2段式揚水発電所となった。
愛知県豊田市から国道153号・飯田街道を長野県方面に向かって進むと、小田木交差点に到着する。この交差点右手に見える建物が中部電力・奥矢作第一発電所であり、これを左折するとまもなく富永ダム、右折し山道を登ると黒田ダムに至る。
黒田ダムによって形成される黒田貯水池は「黒田湖」といい、湖畔には黒田湖の名が刻まれた石碑がある。その隣には戦前の矢作水力時代から続く黒田ダムの沿革を刻んだ小さな石碑があり、このほか奥矢作第一・第二発電所の諸元や案内板がある。
なお、奥矢作第一発電所構内には、かつてピーアール施設として奥矢作揚水発電館が存在した。図面や模型を用いて揚水発電の仕組みを詳細に解説していたが、2005年6月30日をもって閉館した。

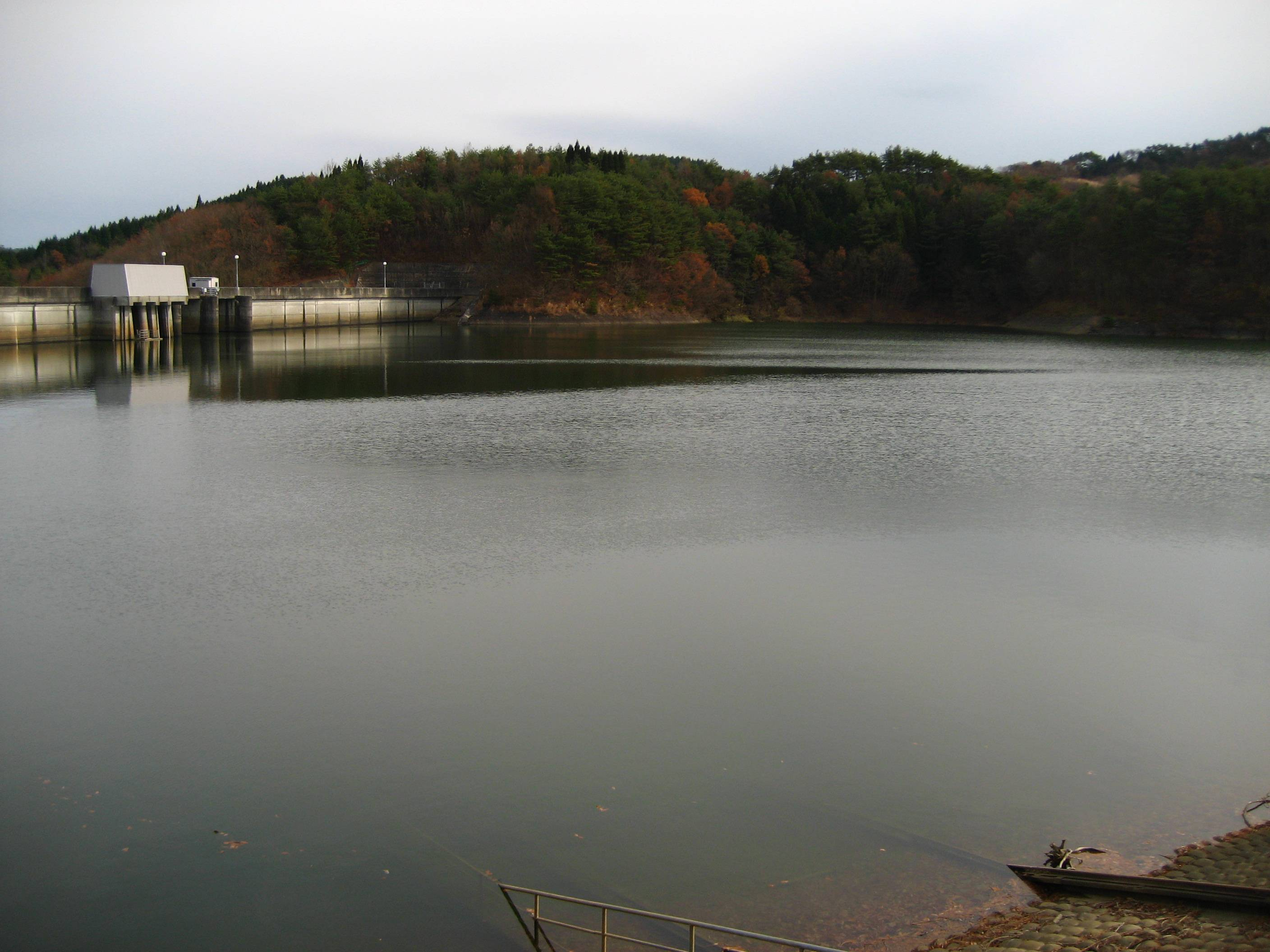
黒田湖
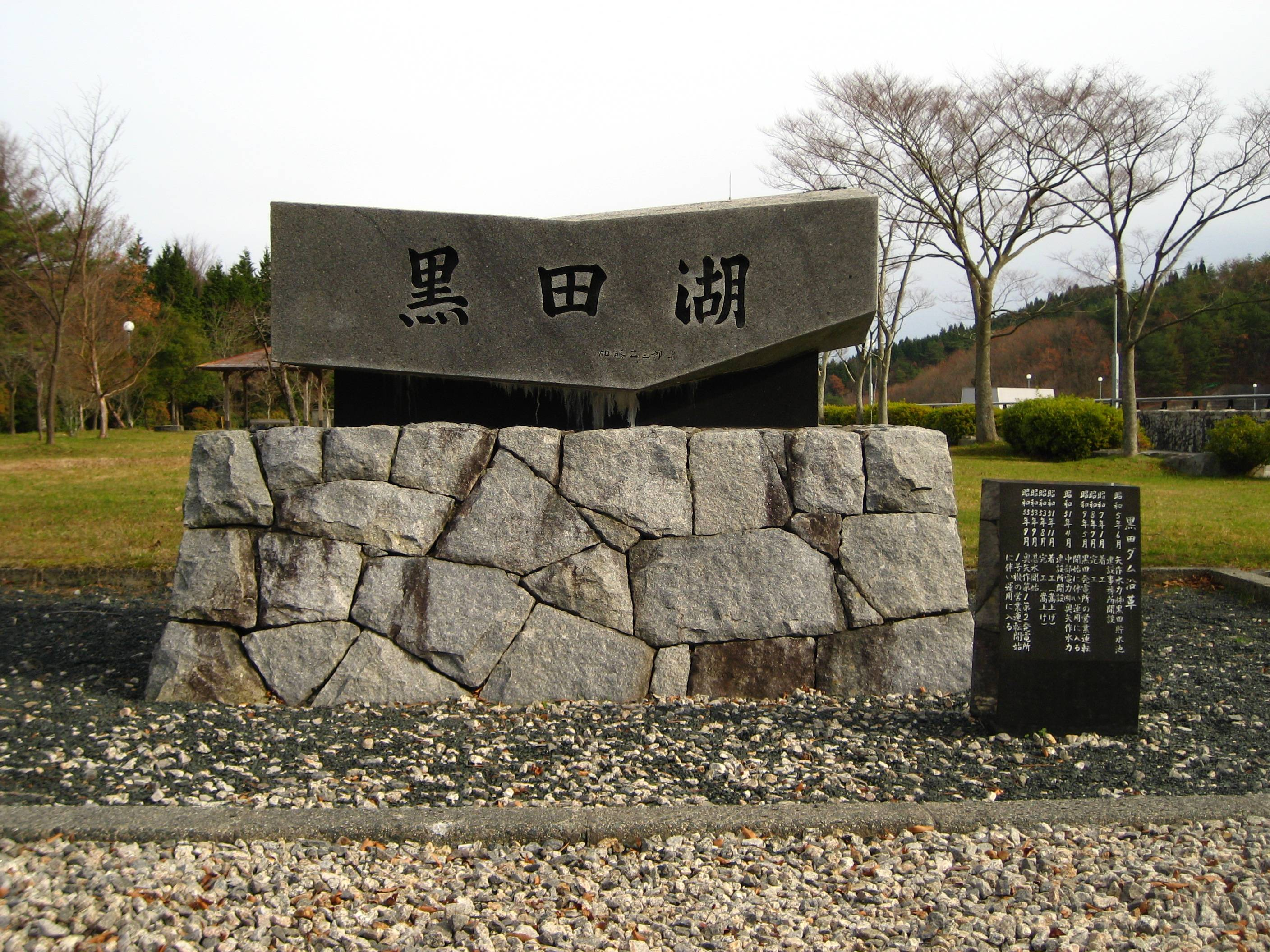
黒田湖の碑
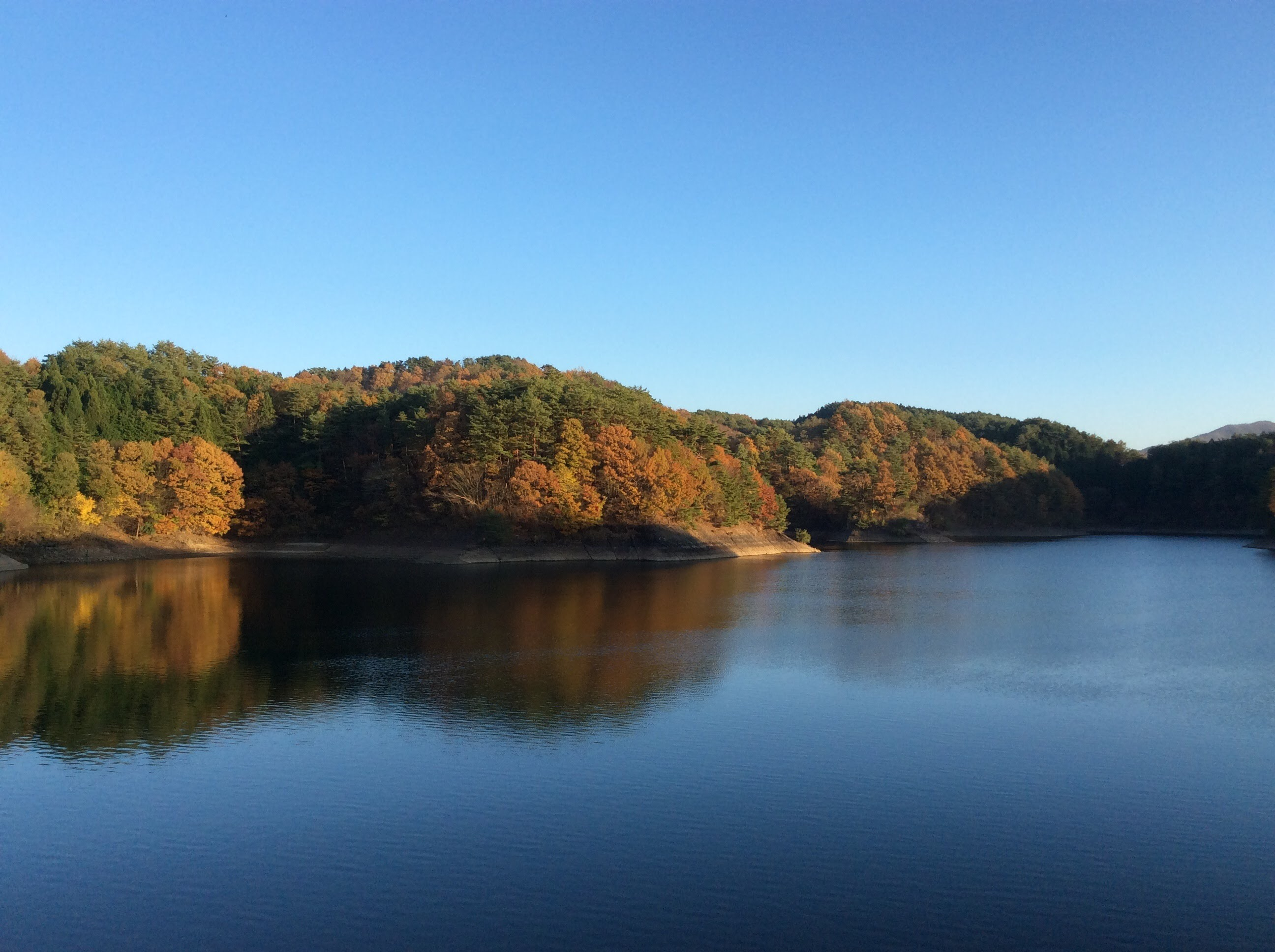
秋の黒田ダム
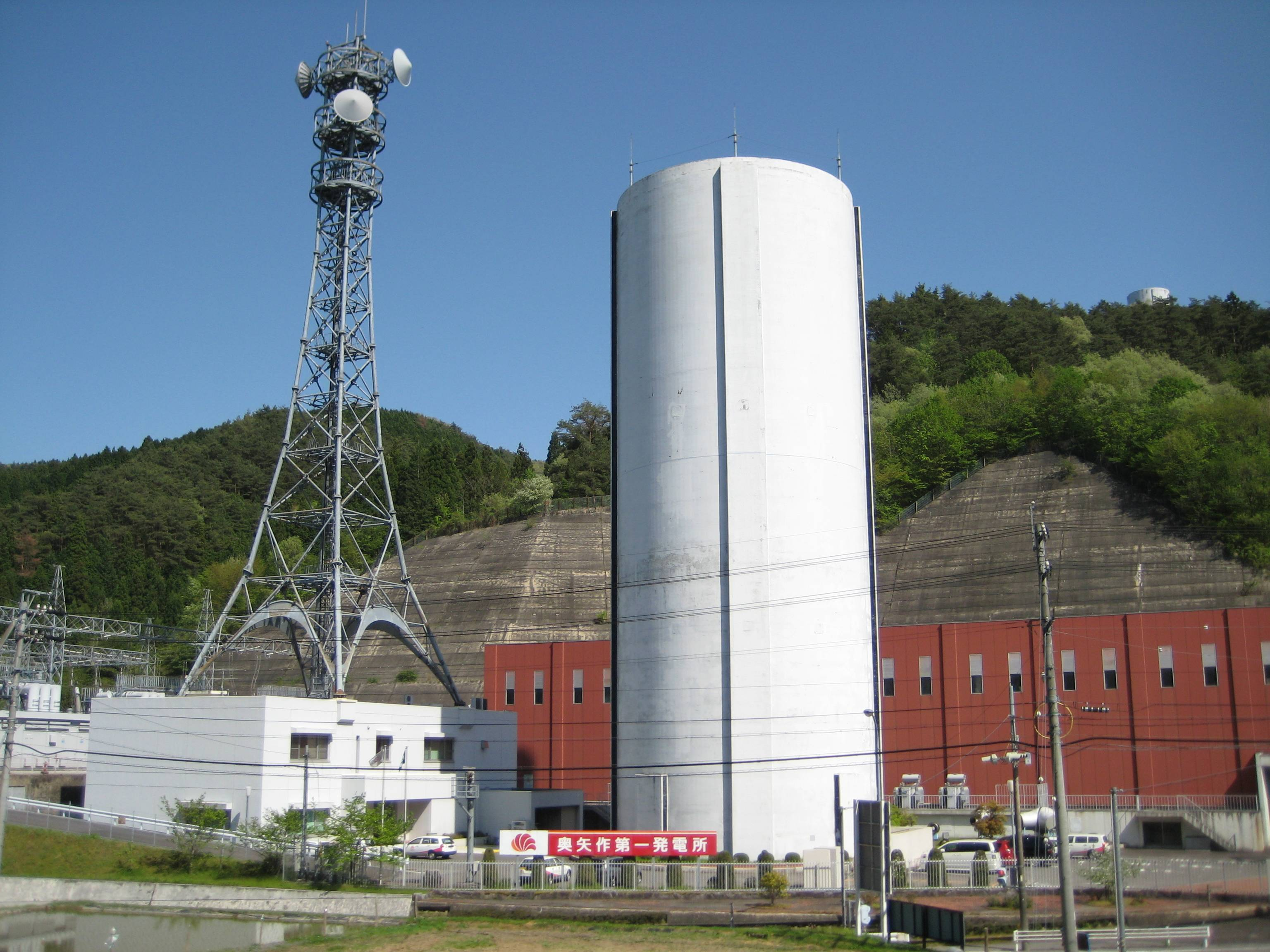
奥矢作第一発電所
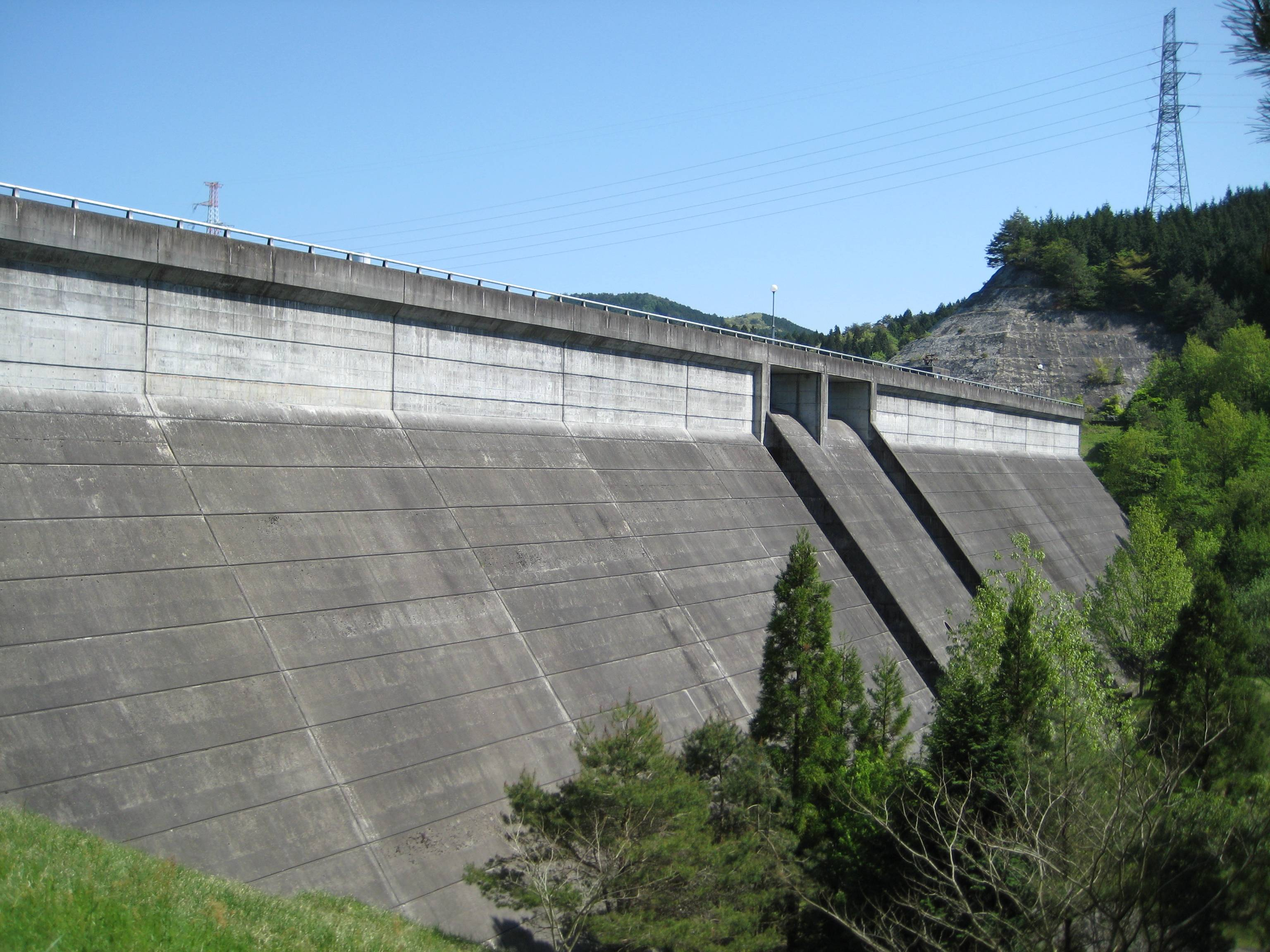
中間調整池・富永ダム
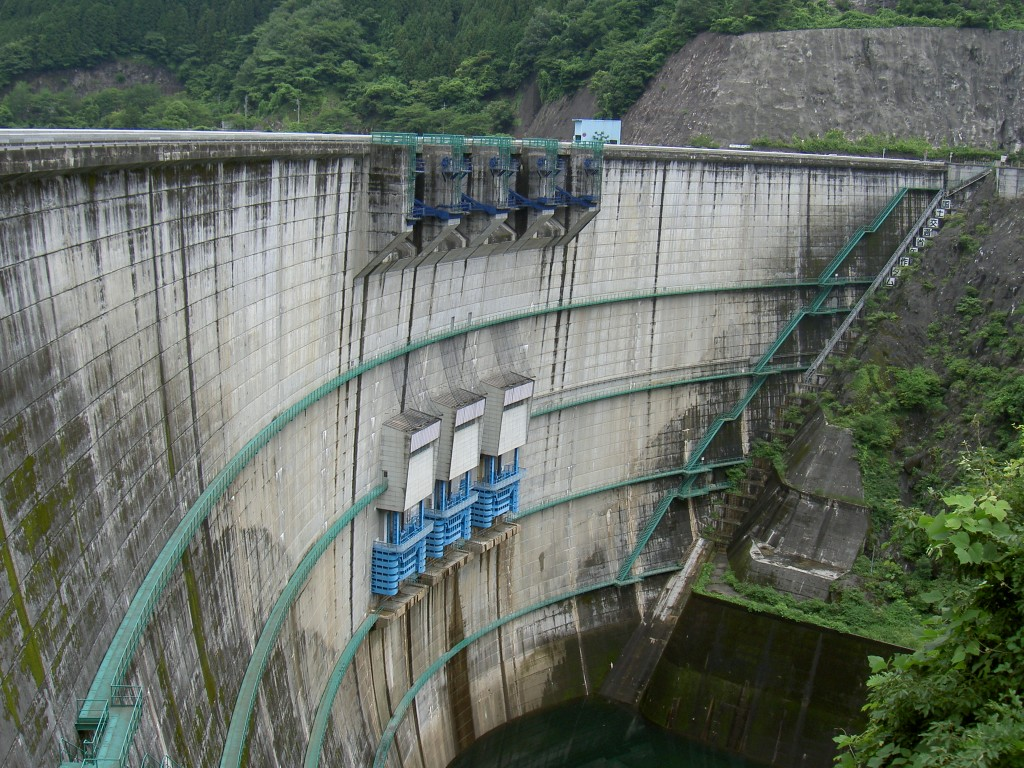
下池・矢作ダム